# Vehículos stance

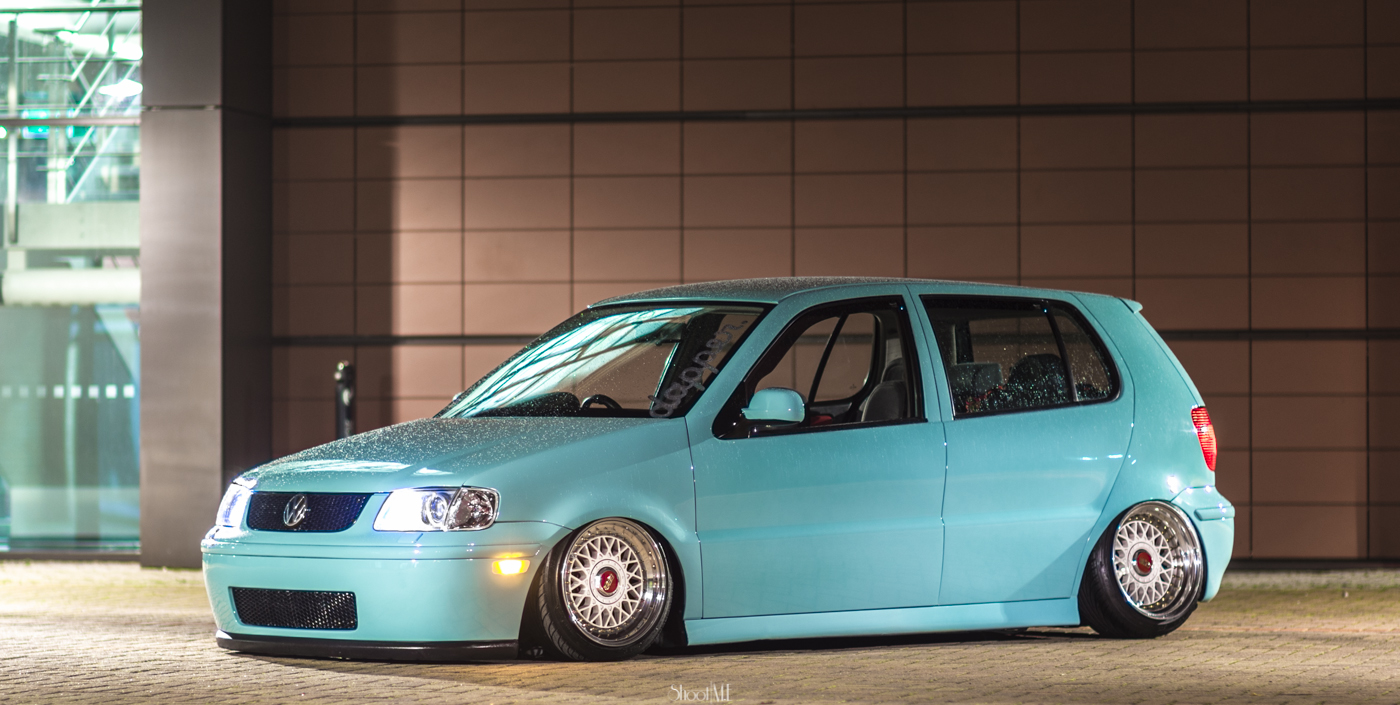
Un Volkswagen Polo MK3 con personalización stance, suspensión neumática, pintura azul celeste y llantas BBS RM con ángulo de caída.

Los vehículos planchados, bajados o stance (por su denominación en inglés) son aquellos que se personalizan con una suspensión modificada y un aumento del ancho de vías y los pasos de rueda. Esto puede verse realizado en cualquier tipo de vehículo, ya sea deportivo, pickup o todoterreno; aun así, se asocia mayoritariamente a los deportivos, berlinas, compactos, furgonetas y demás estilos que han sufrido modificaciones de reducción de suspensión. Los parámetros principales de los vehículos stance son la altura de su suspensión y la posición de sus ruedas. La altura normalmente depende de los componentes de la suspensión, que incluye amortiguadores y muelles. La posición de las ruedas puede depender del tamaño de la llanta, su ET y los separadores. El ajuste del neumático también juega un papel importante, tanto en la perspectiva visual como en la funcional.

## Estilos de personalización

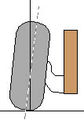
Una ilustración de una rueda con caída.

El término «stance» suele utilizarse para describir un estilo de personalización del automóvil. Pueda ser complementario a personalización de un automóvil «bajado» o «planchado». Algunos de los elementos indispensables del estilo stance son: suspensión bajada (mediante un cambio de amortiguadores, muelles o suspensión neumática), ruedas grandes, neumáticos estirados y un ángulo de caída. Cualquier marca y modelo automovilístico producido desde la década de 1970 hasta hoy tiene cabida en esta categoría. El propósito principal de un proyecto de estilo stance radica en la modificación visual, en la que la mejora es subjetiva, así como el rendimiento; aun así hay ocasiones en las que estas mejoras son efectivas. El stance está ligeramente relacionado con otros tipos de estilo de modificaciones, como el JDM (Japanese Domestic Market, mercado doméstico japonés en inglés), el estilo Euro y el estilo VIP.

## Ángulo de caída
La caída es la medida del centro del neumático al suelo. El ángulo se aplica para que la parte superior de la rueda quede hacia el interior de la carrocería del vehículo, por lo que la parte inferior queda hacia el exterior. Si se hace con un debido estudio, el ángulo de caída puede llegar a mejorar bastante las características de un vehículo. Esto se debe a que el centro del neumático se mantiene perpendicular al suelo cuando se realiza un giro, manteniendo el contacto de la máxima cantidad de neumático con la carretera.
Por otro lado, el ángulo de caída reduce el agarre del neumático, así como su velocidad y capacidad de frenada. Esto se debe al mismo razonamiento, cuando el vehículo gira logra un contacto óptimo del neumático con la carretera, pero cuando no, el rozamiento es inferior. Muchos vehículos de drift montan neumáticos con ángulo de caída por esta razón.
En el estilo stance hay empleos muy variados de ángulos de caída. No hay un grado de ángulo de caída estandarizado, lo normal es que se le aplique un 0,5 o 1 º de caída, sin embargo hay algunos transgresores que llegan a aplicar una caída de hasta unos 45 º de ángulo para lograr el nivel de stance que buscan.

## Origen
El estilo stance es un tipo de personalización derivada de los vehículos de Fórmula 1 y drift. Era común que los coches con una potencia alta diseñados para carreras fuesen extremadamente bajos y con unas ruedas deportivas, de perfil bajo y anchas, para un mayor agarre en curvas y circuito. Los más entusiastas empezaron imitar este estilo y hacer que sus coches parezcan, y en algunos casos actúen, similares. En sus orígenes si era un punto importante que actuasen del mismo modo, siendo una modificación funcional; sin embargo, en la actualidad solo se suele tener en cuenta el punto de vista visual. Los vehículos extremadamente bajos suelen ser solo para exhibición. Normalmente no cumplen su función de carreras ni son coches de diario. Una modificación extrema de la carrocería, suspensiones modificadas hasta ese nivel o una configuración de ruedas con un ángulo de caída muy descarado, por lo general, hace que el vehículo sea menos confortable en carreteras públicas, llegando en ocasiones a ser inseguro.

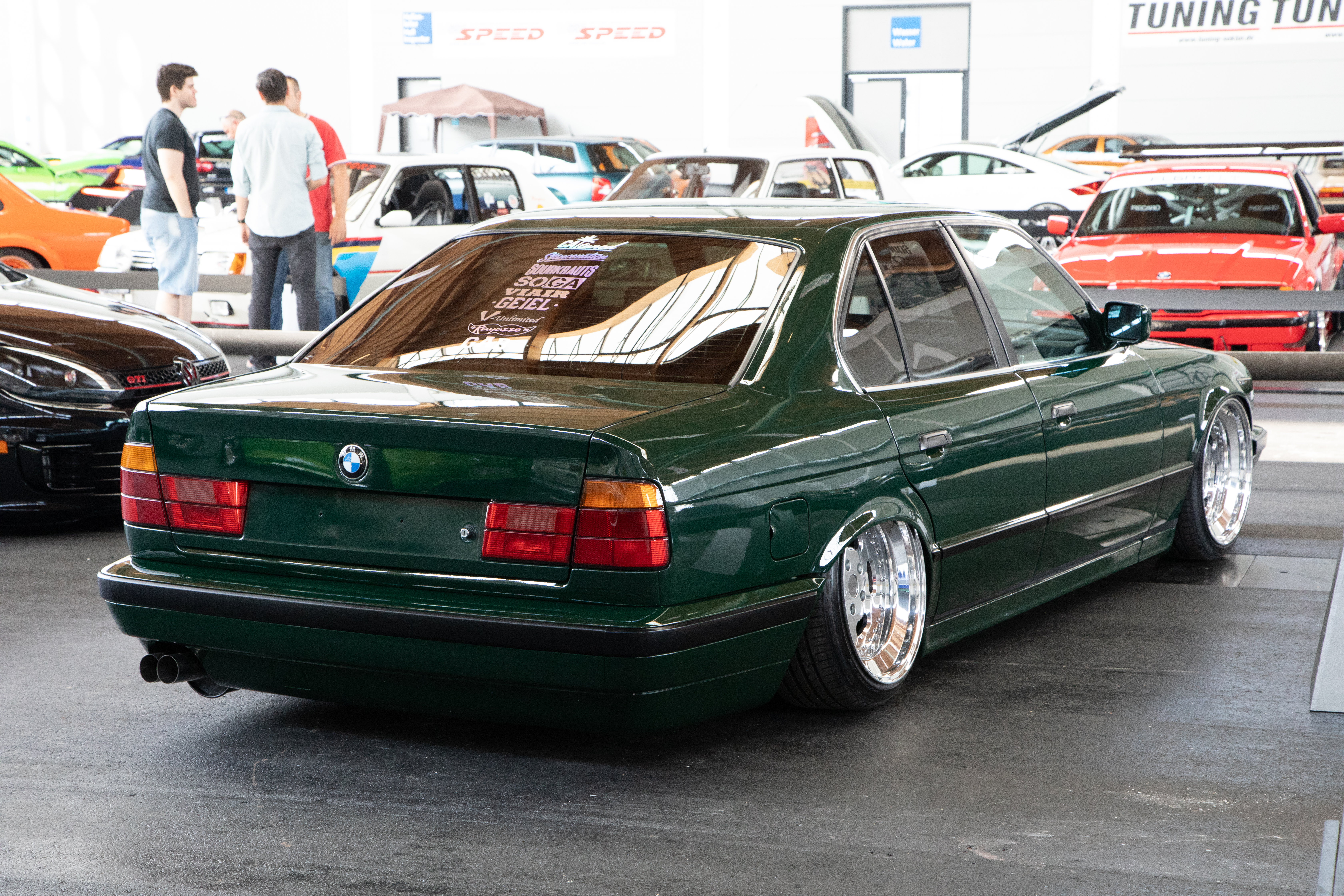
BMW Serie 5 E34 stance.

## Cultura y eventos

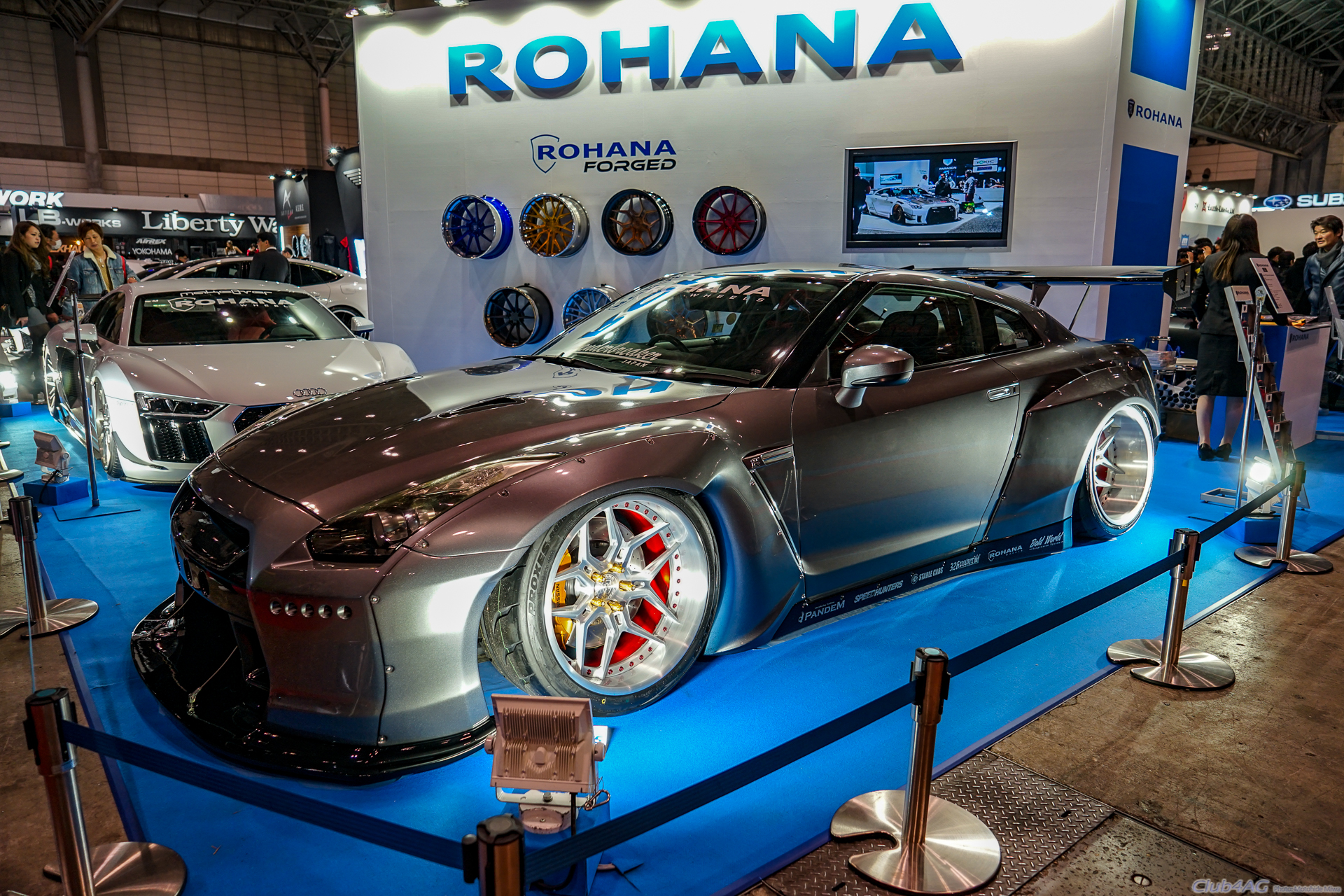
Nissan GT-R stance con un kit de ensanche de carrocería Pandem en el Salón del automóvil de Tokio 2019.

La cultura stance puede llegar a hacer de un vehículo algo único frente a los demás. Además de las cosas básicas, como bajar la suspensión, usar ruedas grandes y kits de carrocería, el objetivo de muchos personalizadores es hacer destacar su coche frente a los demás. Con esas modificaciones no buscan la aprobación de nadie, sino desafiar la norma establecida por el patrón de la marca.

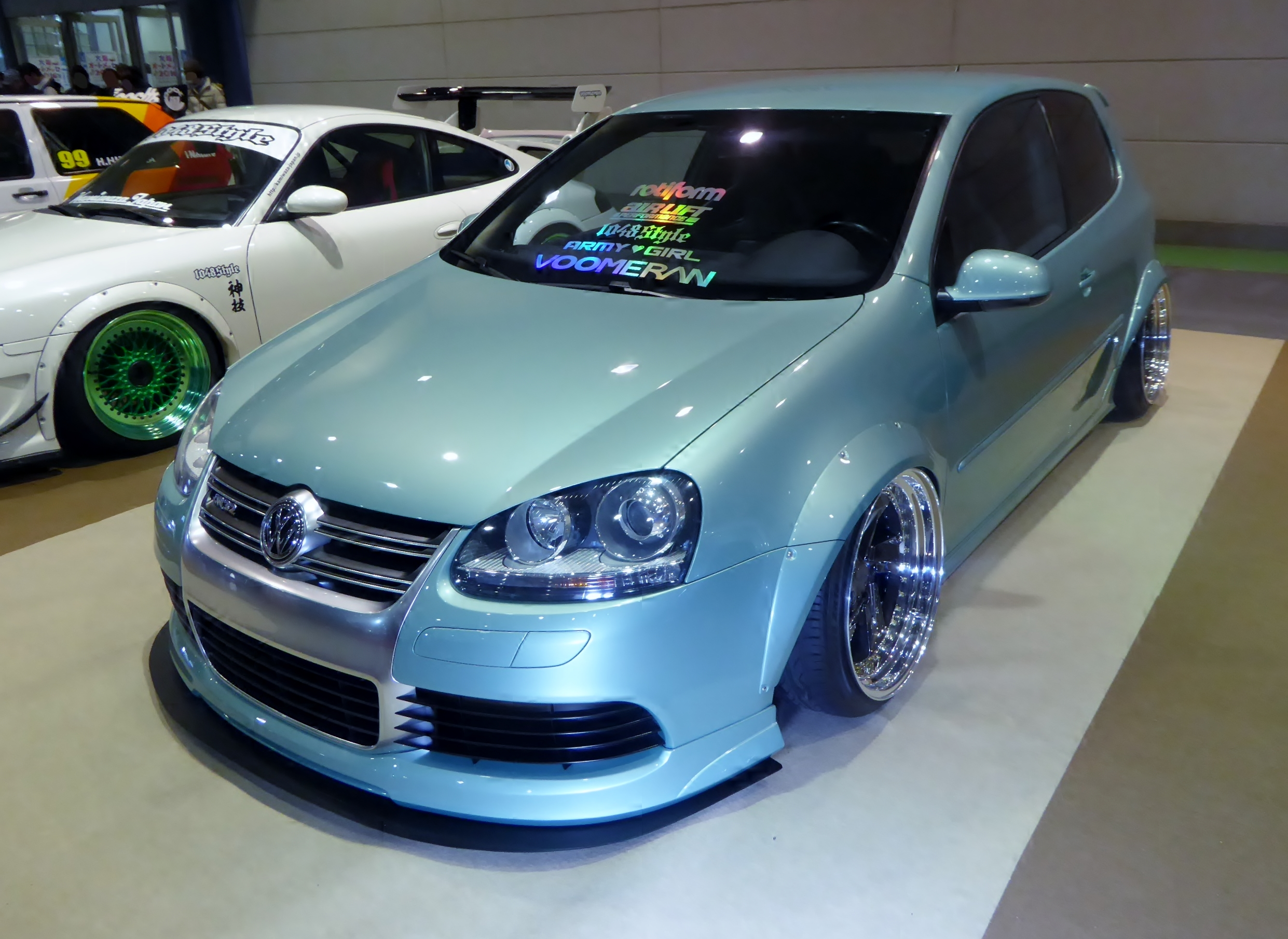
Volkswagen Golf V stance con un kit de ensanche de carrocería en el salón del automóvil de Osaka 2016.

El stance se originó en Japón, pero se ha extendido a muchos otros países, celebrándose espectáculos en los que el stance es el protagonista en la mayoría de continentes del mundo. Estos eventos se celebran todos los años y acuden muchos vehículos stance, como Stancenation, Wörthersee Treffen, FittedUK, Wekfest, Raceism y H2Oi. También hay mucha presencia stance en eventos como el SEMA, el salón del automóvil de Tokio o el de Osaka.